# Alconeura nigroscuta
Alconeura nigroscuta är en insektsart som beskrevs av Ruppel och Delong 1952. Alconeura nigroscuta ingår i släktet Alconeura och familjen dvärgstritar. Inga underarter finns listade i Catalogue of Life.